# Мраморная пещера (Косово)
Мраморная пещера (алб. Shpella e Gadimës, также Shpella Mermerit, серб. Мермерна пећина/Mermerna pećina) — пещера вблизи села Нижнее Гадиме (серб. Доње Гадимље) в муниципалитете Липлян республики Косово. Расположена к западу от горного массива Жеговац, приблизительно в 20 километрах к югу от Приштины, рядом с дорогой на Скопье. Входы в пещеру расположены на обоих берегах реки Клисир (алб. Klysyr), в 6-10 метрах выше речного русла — три на правом берегу и один на левом.
Пещера образована карстовыми процессами в мраморе, что встречается нечасто. До открытия она была почти полностью занесена грязью и илом. Многочисленные ответвления пещеры всё ещё не расчищены и поэтому не исследованы. Общая длина известных её коридоров составляет около 1260 метров, а их площадь — 1350 м². На самом нижнем её ярусе имеется более 25 постоянных озёр, глубина которых достигает 10 метров. В коридорах пещеры во множестве встречаются сталактиты и сталагмиты. Здесь же встречаются крупные, до 30 сантиметров в длину, кристаллы арагонита, растущие во всех направлениях.
Пещера открыта в 1969 году. Местный житель по имени Ахмет вскрыл вход, когда добывал камень во дворе своего дома. В том же году территория вокруг входа площадью 56,25 гектара была объявлена памятником природы (III категория по IUCN). К 1976 году пещера была оборудована и открыта для туристов. Главный вход в неё забран массивной железной дверью, доступ с собаками или другими животными в пещеру запрещён.